# Distretto di Lucma (Ancash)
Il distretto di Lucma è un distretto del Perù nella provincia di Mariscal Luzuriaga (regione di Ancash) con 3.197 abitanti al censimento 2007 dei quali 146 urbani e 3.051 rurali.
È stato istituito il 3 maggio 1960.